# La bambina che amava Tom Gordon
La bambina che amava Tom Gordon (The Girl Who Loved Tom Gordon) è un romanzo horror scritto da Stephen King e pubblicato nel 1999. Tratta di una bambina, Patricia "Trisha" McFarland, persa nel bosco per molti giorni.
Nel 2004, è stato scritto da Simon and Schuster un adattamento sotto forma di libro per bambini, con disegni di Kees Moerbeek e Alan Dingman.

## Trama
Durante un'escursione famigliare Trisha, una bambina di nove anni, si allontana dalla madre e dal fratello in quanto infastidita dai loro continui litigi. Dopo essere uscita dal sentiero per orinare, cerca di prendere una scorciatoia ma cade lungo un terrapieno e si perde irrimediabilmente, dirigendosi per errore sempre più nel cuore della foresta con poche provviste e un walkman. Utilizza quest'ultimo per non cedere alla paura, tenendosi informata su eventuali notizie riguardanti alla sua ricerca e per ascoltare le partite di baseball di Tom Gordon, il giocatore per cui ha una cotta.
La bambina è costretta a razionare le sue provviste e a consumare piante commestibili che trova in giro, mentre la sua famiglia chiama la polizia per ritrovarla, sebbene i soccorritori non riescono a trovarla. Trisha decide di seguire un torrente ricordandosi quanto ha letto in La casa nella prateria, sperando di imbattersi in qualche abitazione.
Quando cala la notte, la bambina si ferma a dormire sotto a un albero. Una combinazione di paura, fame e sete la porta ad allucinare diverse persone della sua vita, oltre che Tom Gordon. Nel frattempo i boschi manifestano eventi soprannaturali (non è chiaro se siano anch'essi frutto dell'immaginazione di Trisha).
I giorni passano e Trisha comincia a credere di essere diretta a uno scontro con il Dio dei Perduti, un'entità malvagia il cui volto è composto di vespe e che ritiene le stia dando la caccia. Ammalatasi di polmonite e ormai fortemente provata, Trisha si imbatte in una autostrada su cui si trova un orso, che lei ritiene sia il Dio dei Perduti camuffato. Riesce ad affrontare la sua paura immedesimandosi in Tom Gordon alla fine di una partita, lanciando contro l'orso il suo walkman; subito dopo interviene un cacciatore, che la porta al sicuro.
Trisha si sveglia all'ospedale circondata dai genitori e dal fratello e indica il cielo (a imitazione di Tom Gordon) come segno di vittoria.

## Teologia
La bambina che amava Tom Gordon esplora la teologia in tre forme: il Dio dei Perduti, il Sub-ubidile ed il Dio di Tom Gordon.
Il Dio dei Perduti segue Trisha sotto forma di un grosso e violento orso con vespe al posto degli occhi. Appare anche con le altre due forme come uomo vestito con un mantello nero ed una faccia formata da vespe.
Il Sub-udibile viene menzionato all'inizio ed appare a Trisha con le sembianze del padre. Viene descritto come una forza che influenza gli eventi con il favore delle persone; ad esempio una bomba nucleare non è più stata usata dopo la seconda guerra mondiale.
Il Dio di Tom Gordon è un riferimento alla sua abitudine di indicare il cielo prima di un lancio. Così come l'immagine di Gordon che appare a Trisha, Dio non appare prima del nono inning.
Le esperienze di Trisha possono anche essere fatte risalire alla "ricerca della visione", una pratica dei nativi americani che rappresentava il passaggio all'età adulta.

## Numeri ISBN
- ISBN 0754013227 (hardcover, 1999)
- ISBN 0684867621 (hardcover, 1999)
- ISBN 0754022390 (hardcover, 1999)
- ISBN 0671042130 (perfect, 1999)
- ISBN 0684835835 (e-book, 1999)
- ISBN 0606183698 (prebound, 2000)
- ISBN 5237029493 (paperback, 2000)
- ISBN 0671042858 (paperback, 2000, ristampa)
- ISBN 0783886403 (paperback, 2000, mercato di massa)
- ISBN 1930161638 (e-book, 2001)

## Edizioni
- Stephen King, La bambina che amava Tom Gordon, traduzione di Tullio Dobner, collana Narrativa, Sperling & Kupfer, 1999,  p. 302, ISBN 88-200-2907-3.